# Markstein-Zahl
Die Markstein-Zahl ist das Verhältnis der Markstein-Länge zur Dicke der ebenen, ungestreckten Vormischflamme. Sie kennzeichnet den Einfluss der Flammenkrümmung auf die Brenngeschwindigkeit und ist abhängig von Brennstoff, Gemischzusammensetzung, Vorwärmtemperatur und thermodynamischem Druck. Je größer die Markstein-Länge, desto größer ist der Einfluss der Flammenkrümmung auf die lokale Brenngeschwindigkeit.
Die Kennzahl ist nach dem Strömungsmechaniker George Markstein (1911–2011) benannt, der zeigen konnte, dass thermische Diffusion gekrümmte Flammenfronten stabilisiert und damit eine Relation zwischen der kritischen Wellenlänge für die Stabilität einer Flammenfront (Markstein-Länge) und der thermischen Breite der Flamme hergestellt hat.